# 蒙古中獸屬
蒙古中兽属（学名mongolestes）.是一种已灭绝的中爪兽科，生存于始新世到渐新世的蒙古。
模式种是巨头蒙古中兽（鸭嘴蒙古中兽 m hadrodens).和黄河蒙古中兽（m huangheensis)。